# Bernd Kammer
Bernd Kammer (* 22. August 1960) ist ein ehemaliger deutscher Fußballspieler.

## Karriere
Bernd Kammer begann seine fußballerische Laufbahn beim mittelhessischen 1. FC Wohnbach (1970 bis 1975). 1975 wechselte er zu Kickers Offenbach, wo er am 15. Oktober 1978 sein erstes Spiel für die Profimannschaft (2. Bundesliga) bestritt. Nach insgesamt drei Zweitligaeinsätzen in jener Saison ging Kammer zur Spielzeit 1979/80 zu Wormatia Worms, ebenfalls 2. Liga. Dort war er meist in der Stammelf gesetzt, musste aber 1982 den Abstieg hinnehmen. Daraufhin ging er zurück nach Hessen und spielte bei den Amateurvereinen TSV Utphe und SV Germania 1920 Ockstadt, wo er auch von 1985 bis 1988 und 1992 Trainer war.
Kammer hat zwei Länderspiele für die A-Jugendauswahl des DFB vorzuweisen.

### Statistik
| Liga          | Spiele (Tore) |
| ------------- | ------------- |
| 2. Bundesliga | 92 (8)        |
| Wettbewerb    |               |
| DFB-Pokal     | 05 (0)        |

## Nach dem Karriereende
Kammer engagierte sich über mehrere Jahre in seinem Heimatverein 1. FC Wohnbach.